# Karl I av Pfalz-Zweibrücken-Birkenfeld
Karl I av Pfalz-Zweibrücken-Birkenfeld, född 4 september 1560 i Neuburg an der Donau, död 16 december 1600 i Birkenfeld, var en tysk kunglighet som var pfalzgreve och regerande hertig av Zweibrücken-Birkenfeld från 1569 till 1600.

## Biografi
Karl I var yngre son till Wolfgang av Pfalz-Zweibrücken och Anna av Hessen, dotter till Filip den ädelmodige och Christina av Sachsen. Efter faderns död delades territorierna upp mellan sönerna, Karl I erhöll Birkenfeld och omlandet kring Sponheim. Karl I grundade ett bibliotek i Birkenfeld.
Karl I ingick äktenskap 1590 med Dorothea av Braunschweig-Lüneburg, dotter till hertig Wilhelm den yngre av Braunschweig-Lüneburg och Dorothea av Danmark. Paret fick fyra barn:
1. Georg Vilhelm (1591–1669): ⚭1 1616 med Dorothea av Solms-Sonnenwalde (1586–1625), ⚭2 1641 med Juliane von Dhaun-Grumbach (1616–1647), ⚭3 1649 med Anna Elisabeth av Oettingen (1603–1673)
2. Sophie (1593–1676), gift 1615 med greve Kraft av Hohenlohe-Neuenstein (1582–1641)
3. Fredrik (1594–1626), kanik i Strassburg
4. Kristian I (1598–1654), gift 1630 med Magdalena Katharina av Pfalz-Zweibrücken (1607–1648)